# 自治都市
自治都市（じちとし）は、中世後期から末期にかけてヨーロッパ各地に出現した都市のことである。市民階級が封建領主の支配を脱し都市法に基づく自治権を掌握した都市を指し、12、13世紀に増大した。
　

## 解説
中世の経済発展と経済構造の変化により、都市の形成が進み、地域経済の中心地として、また交易の拠点・中継地として都市が成長してくるようになると、ヨーロッパでは新たに生まれた商工業者を中心として都市民が形成された。都市民は、当初は都市を管理する封建領主の庇護に依存する存在であった。
やがて都市経済の拡大とともに都市民が財力を蓄え、また人口面でもある程度の規模になってくると、その経済力を背景に彼らは発言力を強めていった。こうして都市民は封建領主の支配を脱して自前の統治機構を整え、都市において自治をするようになった。こうしたことが可能であった背景には、ヨーロッパ中世の軍事制度の特徴が指摘されている。すなわち当時のヨーロッパの軍隊は基本的に傭兵であった為、経済的に豊かであればそれだけ大規模で強力な軍隊を雇うことが出来た、つまり経済力がそのまま軍事力に結びついたためである。
自治都市は、その実態において中世の共和制都市国家と見ることもできるが、中世はすでに領域国家の時代であり、また権威の頂点であったローマ教会も、都市として自治を認めるという姿勢であったこともあり、国家には分類されないことが多い。

## 都市同盟
自治都市が増えてくると、自治都市はその独立を守り、また相互の交易を円滑にするために都市同盟を結ぶようになった。その代表例が、ドイツを中心としたハンザ同盟や、北イタリアのロンバルディア同盟である。

## 日本の自治都市
日本でも、戦国時代から江戸時代にかけて、都市民（町人）の自治による都市が存在した。博多、平野郷、堺、今井町などがある。
今井町はもともと興福寺の寺社領であったが、永禄年間に一向宗の布教拠点として顕如から寺号を得て今井兵部と今西與次兵衛によって「称念寺」を中心に寺内町を形成した。その後、環濠城塞都市化して織田信長軍と闘ったが、津田宗及の斡旋で武装放棄した。信長から「万事大坂同然」とし特権を許されて商工業を盛んにし自治都市として発展し、「今井千軒」「海の堺、陸の今井」と言われるまでになる。17世紀後半、5代将軍徳川綱吉の頃に幕藩体制が整うと、今井にも代官が置かれ、幕府領として支配されることになる。しかし、農村の多くが20-30軒程度だった当時、1千軒もの家を有する今井町は破格の規模であった。しかも、肥料・木綿・味噌・醤油・酒・材木などの取引も盛んなうえ、大名相手の金融業も活躍し、藩札と同じ価値のある独自の紙幣「今井札」も流通した。これほどの財力は幕府にとっても大きな魅力であったので他とは違う支配体制で優遇した。つまり、「惣年寄」を置き、行政権と司法権を与え、自治的特権を与えられたのである。環濠には9つの門を番人が警備し、親戚以外の者を町内に泊めることを禁ずるなど、町独自の掟も決められ、自治自衛が徹底された。